# Religió al Marroc
| Religions al Marroc | Religions al Marroc | Religions al Marroc | Religions al Marroc | Religions al Marroc |
| ------------------- | ------------------- | ------------------- | ------------------- | ------------------- |
| Religions           |                     |                     | Percent             |                     |
| Islam               | Islam               |                     | 98.7%               | 98.7%               |
| Cristianisme        | Cristianisme        |                     | 1.1%                | 1.1%                |
| Judaisme            | Judaisme            |                     | 0.2%                | 0.2%                |

Aquest és un article sobre la religió al Marroc. Amb ell 93 de la població que es considera creient religiosa, l'islam és la religió d'estat majoritària i constitucionalment establerta al Marroc. La gran majoria de musulmans del Marroc pertanyen a l'escola sunnita malikita. El rei del Marroc reivindica la seva legitimitat com un descendent del profeta Mahoma
La segona major religió al país és el cristianisme, qui havia estat present abans de l'arribada de l'Islam. Només una fracció de l'antic nombre de jueus roman al país, la gran majoria s'han desplaçat a Israel.
La constitució marroquina concedeix la llibertat de culte i de congregació, alhora que reconeix l'Islam com la religió de l'estat. Però el codi penal marroquí conté moltes lleis que contradiuen la Constitució, en particular els articles 222 a 220 del Codi Penal del país, que generalment s'utilitzen contra els no musulmans marroquins.

## Islam

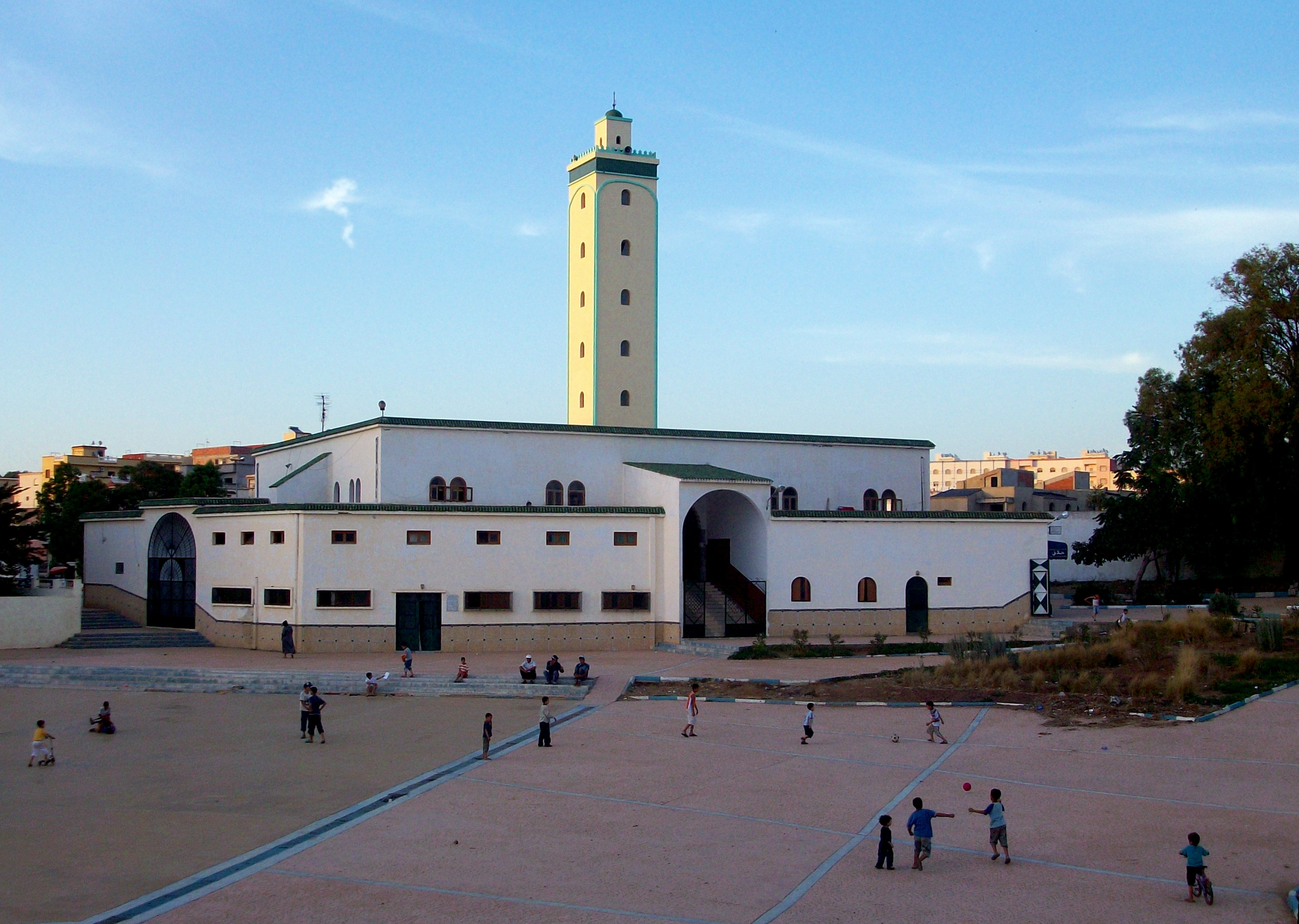
Una mesquita a Larraix

Segons The World Factbook editat per l'Agència Central d'Intel·ligència estatunidenca, el 99% dels marroquins són musulmans.
L'Islam va arribar al Marroc l'any 680 portat pels àrabs de la dinastia omeia de Damasc. La primera dinastia islàmica que governà al Marroc van ser els idrissides, que eren de l'escola xiïta zaidita. L'article 6 de la Constitució del Marroc afirma que l'Islam és la religió oficial de l'estat. El rei del Marroc reclama la seva legitimitat com a descendent del profeta islàmic Mahoma.
la branca malikita de l'islam sunnita és dominant, mentre que una minoria pertany a la branca xiïta. Les relacions entre sunnites i xiïtes han estat tenses en els últims anys, ja que les autoritats marroquines han reprimit el material i les organitzacions xiites procedents de l'Iran i el grup Hezbollah.
El Partit de la Justícia i el Desenvolupament és un partit islamista.

## Cristianisme

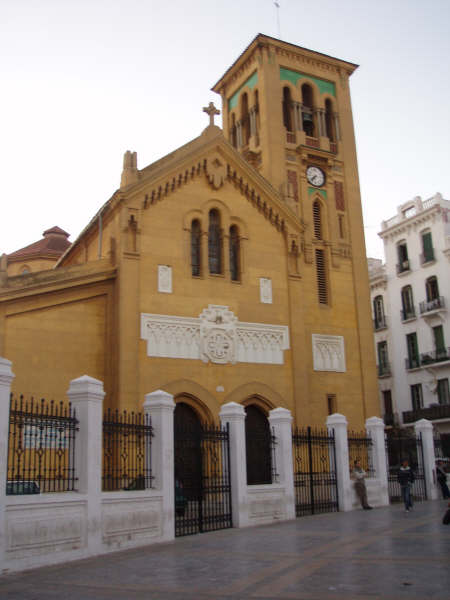
Uan església cristiana catòlica a Tetuan, antiga capital del protectorat espanyol al Marroc.

Marroc va experimentar per primera vegada el cristianisme mentre era sota la dominació romana, quan l'Imperi es va convertir a la fe en els seus últims anys. Moltes de les religions precristianes van ser reduïdes en nombre quan es va estendre el cristianisme. No obstant això, després de l'arribada de l'Islam, el cristianisme va deixar de tenir una població significativa al país.
A causa de la colonització espanyola i francesa del segle xix el catolicisme va créixer al Marroc, encara que principalment pels colonitzadors europeus. Una petita quantitat de marroquins amb origen en aquests dos països romanen al Marroc. Els britànics, que pertanyen principalment a la protestant Comunió Anglicana, també se'ls va donar permís per construir esglésies de la seva fe, com l'Església de Sant Andreu de Tànger.
En els darrers anys han emigrat al Marroc subsaharians majoritàriament catòlics de les antigues colònies franceses. Ha tingut lloc conversions de marroquins musulmans al cristianisme, gràcies als protestants nord-americans al remot i muntanyós sud, tot i el risc de conseqüències legals. El CIA World Factbook estima que els cristians són l'1% (~380,000) de la població del Marroc.
El 27 de març de 2010, la revista marroquina TelQuel va afirmar que milers de marroquins havien convertit al cristianisme. Assenyalant la falta de dades oficials, el servei de premsa Common Ground cita fonts no especificades que va declarar que al voltant de 5.000 marroquins s'havien convertir en cristians entre 2005 i 2010. Segons diferents estimacions, hi ha al voltant de 25,000-45,000 marroquins cristians d'ascendència berber o àrab convertits en la seva majoria de l'islam. Altres fonts donen un nombre d'una mica més de 1000. Un popular programa cristià dirigit pel germà Rachid ha portat a molts ex musulmans del nord d'Àfrica i Orient Mitjà a convertir-se al cristianisme. Els seus programes s'han acreditat amb l'assistència a la conversió de més de 150.000 ex musulmans al cristianisme al Marroc.

## Judaisme

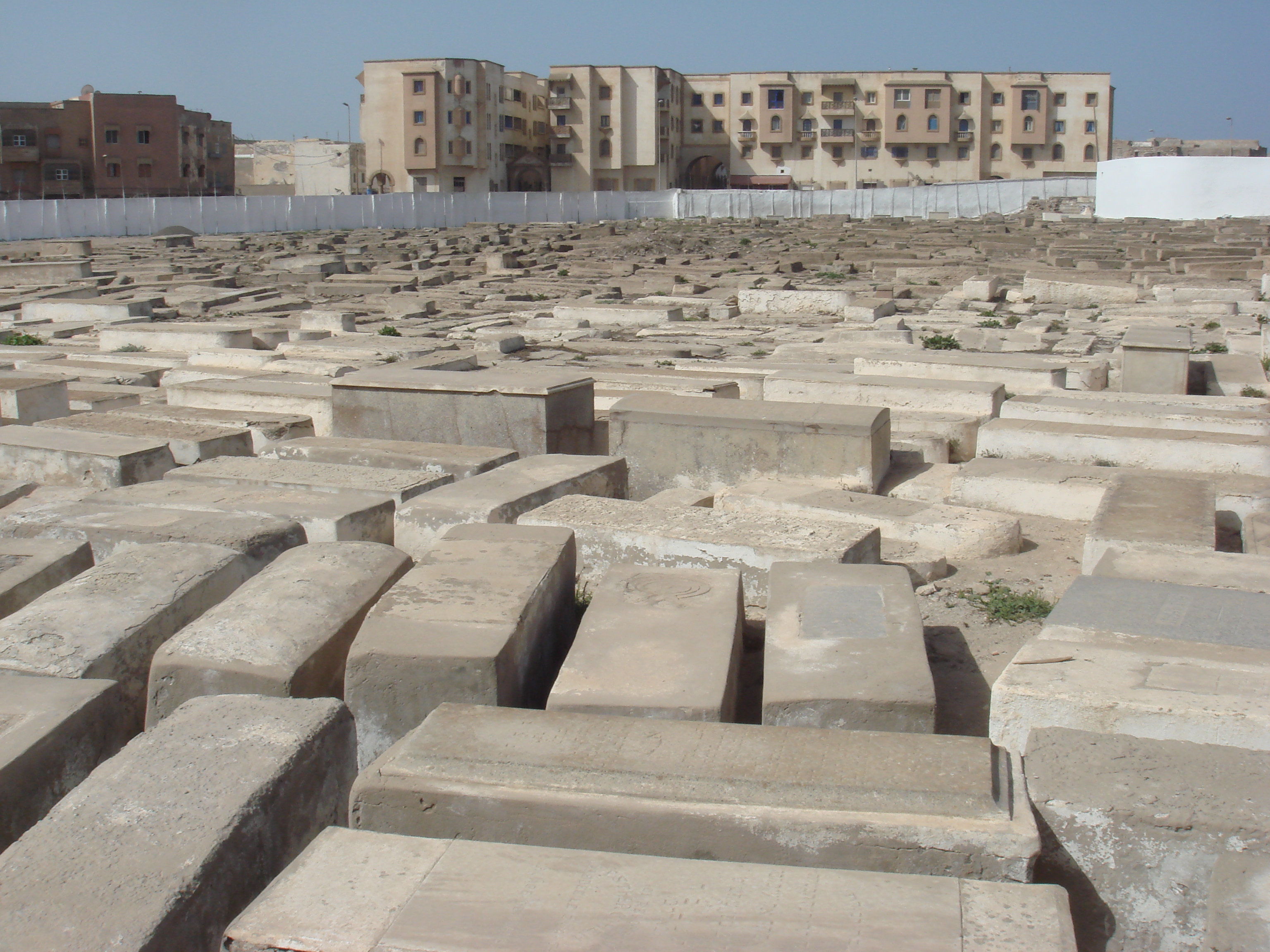
Cementiri jueu a Essaouira.

Marroc va ser una destinació per la diàspora jueva després de la destrucció del Segon Temple per l'Imperi Romà. Una segona onada de jueus sefardites va arribar al país després de la Edicte de Granada de 1492, que va expulsar tots els jueus de la veïna Espanya. Els jueus, així com els cristians, tenien autonomia jurídica relativa a la seva pròpia fe en els casos en què les dues parts eren de la mateixa religió.
Després de la creació de l'estat jueu d'Israel en 1948, la població de jueus marroquins va disminuir significativament a causa de l'emigració. Jueus marroquins també van emigrar a altres països, com ara França i Quebec, Canadà. Un total de 486.000 israelians són d'origen marroquí, mentre que el World Factbook estima que només al voltant de 6.000 jueus romanen al Marroc. La majoria d'ells són d'edat avançada, amb la població més gran a Casablanca i la resta dispersa per tot el país.

## Fe Baha'i
La Fe Baha'i, que es va originar al segle xix, documenta les seves missions al Marroc a partir de 1946, quan el país estava encara sota el domini colonial. Es va iniciar una croada de deu anys per difondre la creença, l'establiment d'assemblees i escoles al Marroc. A principis de 1960, poc després de la independència, es van fer detencions en massa dels bahá'ís, i s'aplicaren sentències de mort als creients més prominents, el que va provocar la indignació internacional. La majoria d'estimacions de població Baha'i a l'actual Marroc donen una xifra d'entre 150 i 500.

## Irreligió al Marroc
Tot i que la societat marroquina continua sent molt religiosa, els no religiosos estan augmentant significativament en els últims anys. De fet, aproximadament el 7% de la població marroquina es considera no religiosos amb 320.000 marroquins ateus convençuts, i aquest nombre podria ser major, ja que els marroquins no religiosos són en general a l'armari per tal d'evitar problemes amb les seves famílies i els seus entorns.

## Llibertat religiosa
Tot i la llibertat donada als cristians i sls jueus per practicar la seva fe i congregats als llocs de culte, a l'Islam se li atorguen drets constitucionals que són més grans que els donades a altres religions. Per exemple, es considera delicte que un cristià posseeixi una bíblia escrita en àrab, que forma part d'una llei més àmplia que prohibeix el proselitisme dels musulmans a qualsevol altra creença.